# Yi Teng
Yi Teng (en chino: 弋 腾) (n. 22 de febrero de 1990 en Guiyang) es un futbolista chino que actualmente juega en el Guangzhou R&F de la Super Liga China .

## Carrera del club
Yi Teng comenzó su carrera al firmar con Chongqing Lifan ' s academia de la juventud en 2003 . Después de dos años en el equipo juvenil de Chongqing, Yi se unió a la Chengdu Blades cantera en 2005 para un mayor desarrollo. el 23 de octubre de 2009, fue transferido oficialmente al Ligue 2 lado FC Metz después de una breve y exitosa prueba período se convirtió en el segundo futbolista chino que se firmará un equipo francés después de  Li Jinyu quien jugó para AS Nancy en 1998. Yi fue ascendido al primer equipo en la temporada 2010-11 , pero no pudo hacer un impacto y no jugó en absoluto durante toda la temporada .
Junto con Zhao Peng y Zeng Cheng, Yi transferido a Super Liga China lado Guangzhou Evergrande. Por un precio de ¥ 10 millones el 1 de enero de 2013.